# Бундза Петро Васильович
Петро Васильович Бундза (нар. 26 серпня 1983, Кобиловолоки, УРСР) — український спортсмен (гирьовик). Чемпіон України, срібний призер чемпіонату світу (2003).

## Життєпис
Петро Бундза народився 26 серпня 1983 року у селі Кобиловололах, нині Теребовлянської громади Тернопільського району Тернопільської области України.
Закінчив Тернопільський національний педагогічний університет імені Володимира Гнатюка.
Виступає за спортивне товариство «Колос».